# Andrew Manze
Andrew Manze (ur. 14 stycznia 1965 w Beckenham) – brytyjski skrzypek barokowy.
W latach 1983–86 studiował filologię klasyczną w Clare College na Uniwersytecie Cambridge. W tym okresie był skrzypkiem orkiestry Uniwersytetu .
Aktualnie kieruje orkiestrą The English Concert (wcześniej kierował nią przez długie lata Trevor Pinnock).
Jest znany z bardzo charakterystycznego stylu interpretacyjnego wykonywanych utworów. Oprócz pracy z kierowaną przez siebie orkiestrą nagrywa muzykę kameralną (np. słynne nagranie sonat Corellego op. 5). W nagraniach muzyki kameralnej najczęściej akompaniuje mu na klawesynie Richard Egarr.